# Kostel Božího Spasitele (Podbořany)
Kostel Božího Spasitele v Podbořanech je novorománský kostel postavený v roce 1902 německými luterány. Od roku 1945 jej spravuje Husův sbor Podbořany. Kostel je kulturní památkou.

## Historie

### Evangelický kostel
Protestantismus v Podbořanech zcela vymizel v době po Bitva na Bílé hoře (1620). Ještě v roce 1864 se k protestantskému vyznání v celém soudním okrese Podbořany hlásilo pouhých 11 osob. Dva protestanti žili tehdy v Blšanech a ve Vroutku, po jednom v Podbořanech, Kašticích, Libořicích, Nepomyšli, Očihovci, Oplotech a Železné. Evangeličtí věřící (augsburské konfese) na Podbořansku podléhali superintendentuře pro Čechy se sídlem v Opatovicích na Čáslavsku, a pastorátu v severočeských Teplicích. Věřící kalvínského vyznání české superintendentuře (helvetské konfese) v Čermné na Lanškrounsku a seniorátu i pastorátu v Nebuželích u Mělníka.
K určité kvantitativní proměně náboženských poměrů došlo až po vydání demokratické Ústavy v 60. letech 19. století a v souvislosti s přílivem několika rodin podnikatelů z Německa, které byly evangelického vyznání. Mezi nimi přední místo zaujímala rodina Martinova, zakladatelů porcelánky v Hlubanech. Tito nově příchozí se v 70. letech rozhodli spojit se svými spoluvěřícími v Žatci a založit kazatelskou stanici. Ta vzrostla do roku 1889 natolik, že byla 1. listopadu téhož roku povýšena na evangelickou filiální obec. První evangelický kostel v okolí byl dokončen 8. prosince 1898 v Žatci.
Evangelická obec v Podbořanech vzrostla postupně natolik, že se od žatecké oddělila a založila vlastní kazatelskou stanici. Na základě rozhodnutí okresní školní rady dostala k dispozici kreslírnu měšťanské školy ke konání prvních novodobých evangelických bohoslužeb v Podbořanech, které se zde konaly dne 7. května 1899. Jednalo se však o provizorium nepostačující narůstajícímu počtu věřících a obec začala pomýšlet na vybudování vlastního kostela. Za tímto účelem vznikl 16. února 1900 Německý evangelický spolek pro stavbu kostela. Již v listopadu téhož roku se mu podařilo zakoupit potřebný pozemek. Vlastní výstavba začala 13. května 1901, 6. června byl slavnostně položen základní kámen a již 9. listopadu 1902 mohl být kostel vysvěcen.
Od roku 1904 působil v Podbořanech evangelický vikář Walter Reinhard. Pastorem byl Ernst Piesch z Chomutova. Zřejmě v souvislosti s výstavbou kostela došlo na počátku 20. století k výraznému nárůstu počtu osob hlásících se k evangelickému vyznání. V Podbořanech se k evangelickému vyznání hlásilo na konci roku 1900 celkem 26 protestantů, zatímco počet evangelíků v celém politickém okrese Podbořany, a to podle sčítání lidu v roce 1900, byl 126 osob, k 1. červenci 1904 jich bylo už 495, o rok později 530 a v roce 1910 celkem 567 osob augsburské konfese a 23 kalvínského vyznání. Na začátku 1. světové války žilo v samotných Podbořanech 60 protestantů. Evangelické kazatelské stanice se tehdy nacházely také v Libořicích, Širokých Třebčicích, Oráčově a Hořovičkách, kde byl postaven další evangelický kostel.

### Husitský kostel
Němečtí luteráni kostel využívali do roku 1945. Po druhé světové válce po nuceném vysídlení československých občanů německé národnosti začala kostel s přílivem nového obyvatelstva využívat Církev československá husitská, která jej 3. dubna 1951 získala do své správy. Českobratrská církev evangelická však využívala kostel k bohoslužbám také, a to až do roku 1968, kdy koupila vlastní budovu s modlitebnou. Ale i poté využívala kostel příležitostně nebo zde probíhaly společné ekumenické bohoslužby.
V polovině 50. let začaly probíhat jednotlivé stavební opravy a úpravy. Nejprve se v interiéru kostela nahradily německé nápisy českými. V roce 1956 proběhla oprava střešních žlabů včetně svodů. Během válečného období přišel tento kostel i o zvony a teprve v květnu 1959 byl ve věži osazen nový zvon dovezený z Kadaně. Výměna střešní krytiny byla dokončena v roce 1960 (kolaudace 17.8.1960). V první polovině 80. let se již objevily závady na okapech, oplechování střechy, opadávání vnější fasády i nepřijatelná elektroinstalace. V roce 1982 byla řešena problematika s holubem obecným, který roznášel holubí trus do prostoru věže a do podkroví. Dále v roce 1985 byla realizována oprava poškozené střešní krytiny kostela, vyčištění střešních žlabů a okapů, oplechování štítu a říms na věži včetně zabezpečení veškerých otvorů proti náletu holuba obecného. Vítr opět poškodil střešní krytinu v roce 1986. Po dvou letech byla provedena oprava střechy u sakristie a zimní modlitebny. V roce 1993 byla realizována nová přípojka vody a o rok později byla provedena střecha u modlitebny a sakristie. Kompletní oprava střechy a věže včetně vnější omítky byla realizována v roce 1995.
Dne 15. 9. 1975 zde byl v tomto kostele pokřtěn knězem Františkem Mocem (kmotr Michael Moc) místní rodák, současný plzeňský biskup Církve československé husitské, Filip Michael Štojdl (Filip Štojdl).

### Současnost
V kostele probíhají bohoslužby pouze příležitostně. Prostor slouží občanům města Podbořany pro pořádání kulturně společenských akcí, jako jsou koncerty, besedy, přednášky, výstavy apod. Zahrada u kostela je přístupná veřejnosti.

## Popis stavby
Kostel Božího Spasitele byl postaven německými luterány Luteránství žijícími ve městě Podbořany (Podersam) a okolí začátkem 20. století. Základní kámen byl slavnostně položen 6. června 1901. Jedná se o pseudorománskou stavbu ze začátku 20. století, kterou projektoval stavební rada Victor Schwerdtner, profesor Státní živnostenské školy v Plzni. Provedení kostela zajistil podbořanský stavitel Ferdinand Schindler. Hotová novostavba byla vysvěcena 9. listopadu 1902. Ženský spolek Gustava Adolfa ze Šlesvicka-Holštýnska daroval vyřezávaný oltář, který spolu s kazatelnou vyrobilo umělecké řezbářství Franze Grobla z Kadaně. Čtyři okna se zobrazením Matouš (evangelista), Marek Evangelista, Svatý Lukáš a Jan Evangelista darovali členové podbořanské a žatecké evangelické obce, stejně jako obě prostřední okna hlavní kostelní lodi s medailony, na kterých je vyobrazen Martin Luther a Filip Melanchton. Vyrobil je ateliér firmy E. L. Turck ze Žitavy a v Hrádku nad Nisou. Původní zvon, během válečného období roztavený a použitý pro válečné účely, pocházel ze slévárny Franze Schillinga z Apolda v Durynsku.
Technické parametry kostela:

zastavěná plocha – 300 m²

půdorysný rozměr – 12 x 25 m

výška kostela – 18 m

výška věže – 35 m

materiál – pálená cihla klasického formátu

podlahová plocha hlavní lodě – 200 m²

podlahová plocha sakristie – 30 m²

podlahová plocha 1 místnosti s chodbou – 20 m²

podlahová plocha kůru – 50 m²

strop – rovný, dřevěný

## Galerie

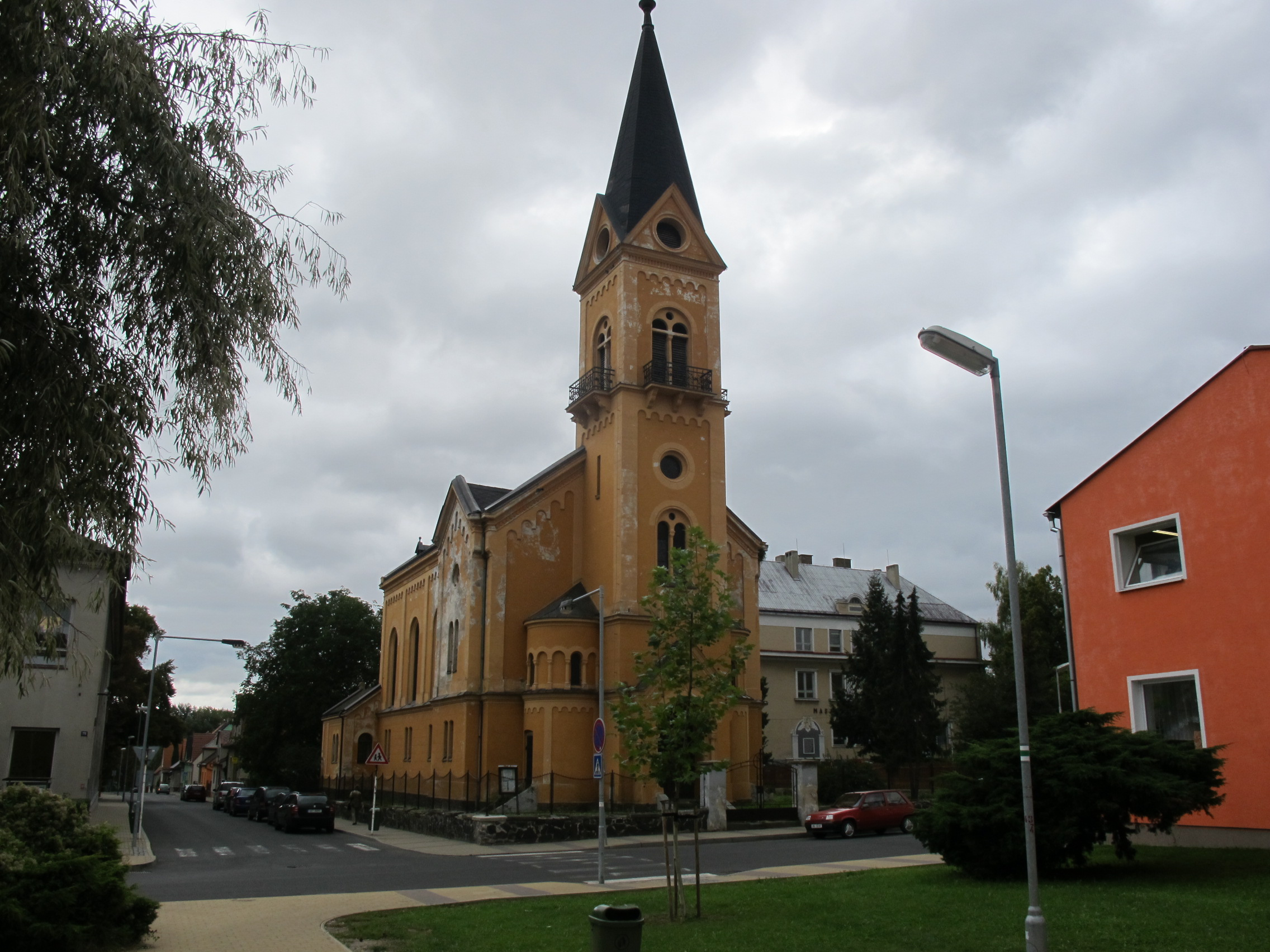
Kostel pohled zepředu
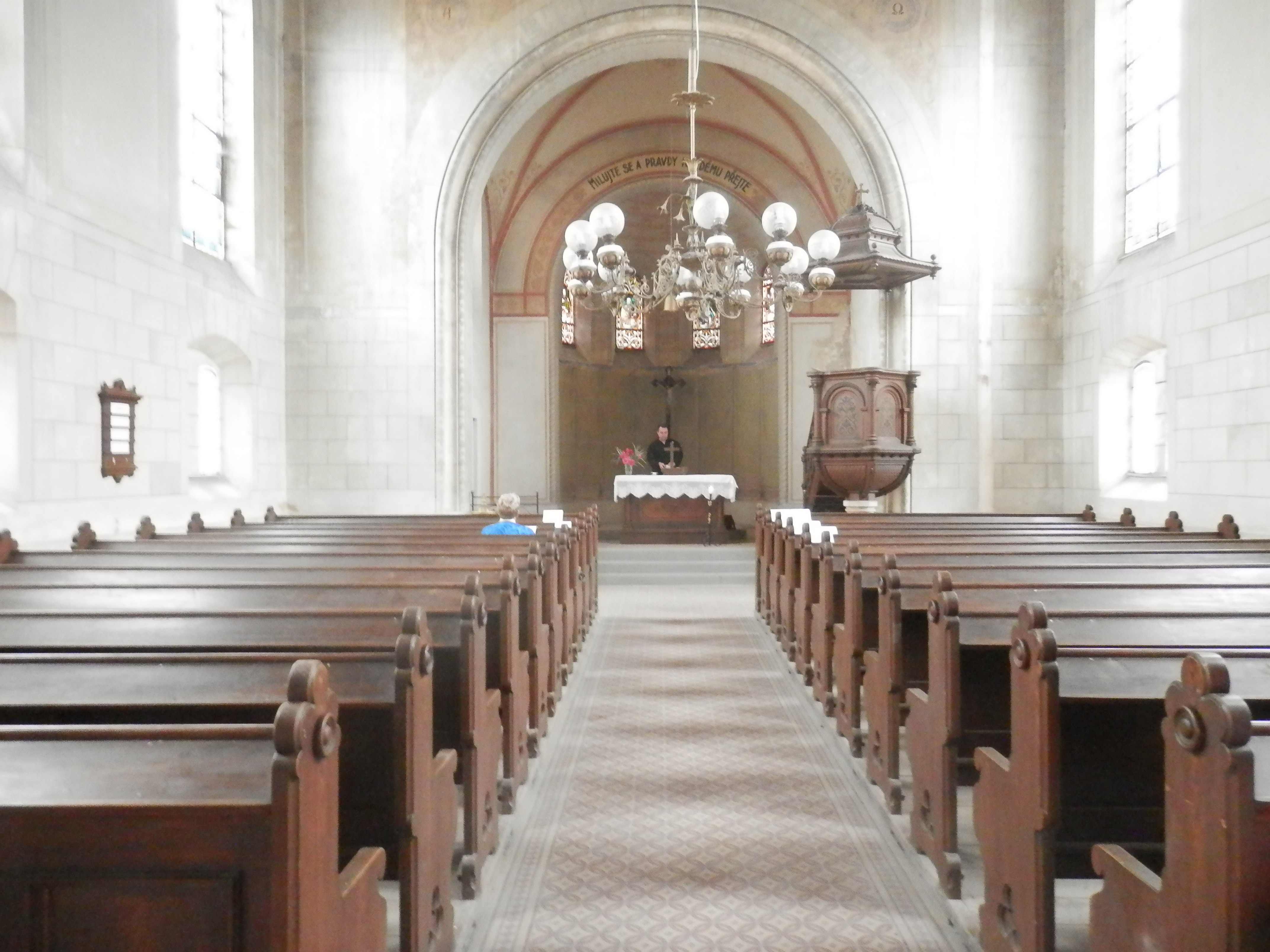
Interier kostela
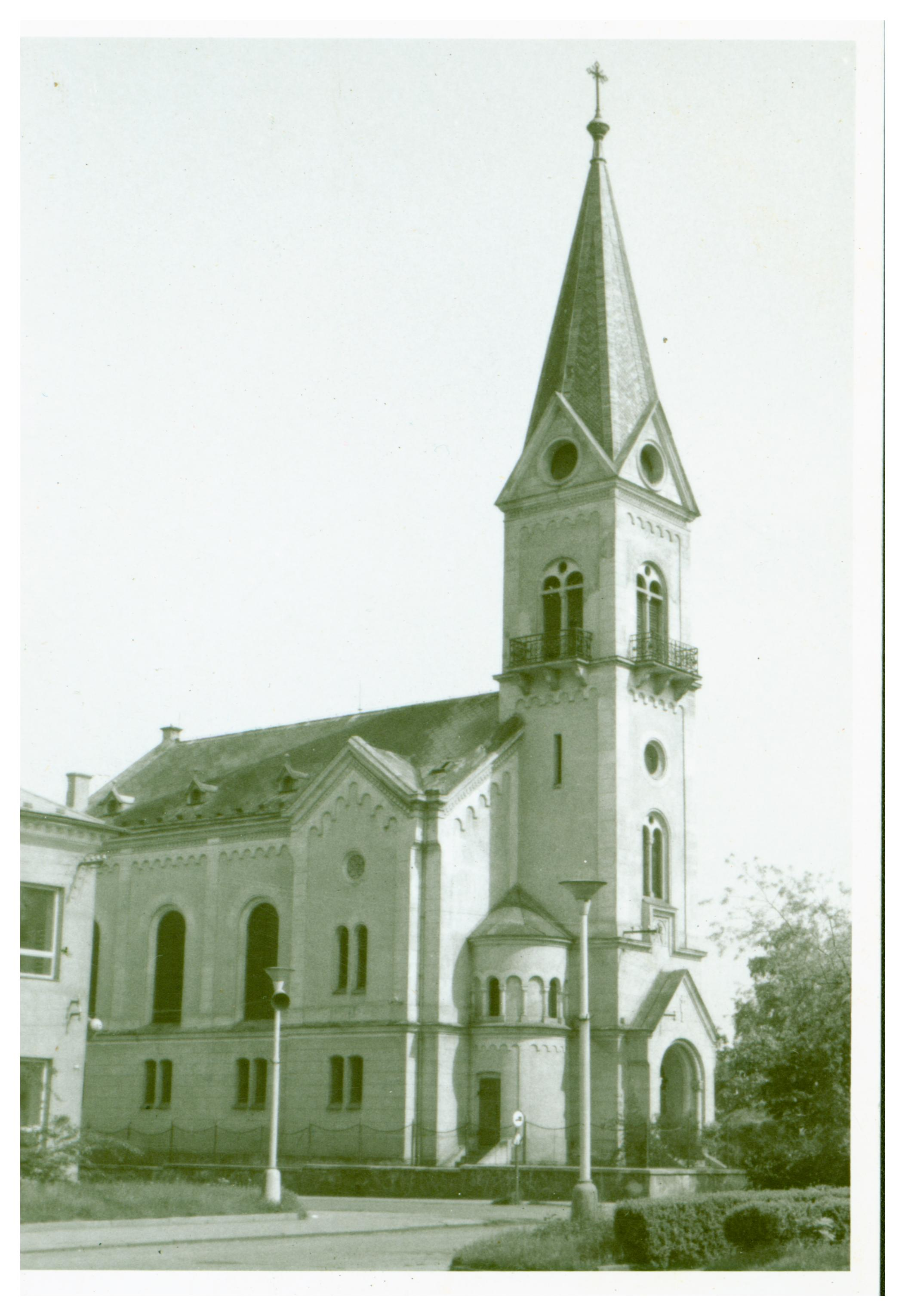
Historická fotografie kostela
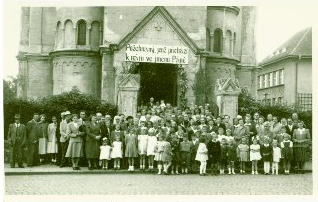
Die Evangelische Gemeinde in Podersam
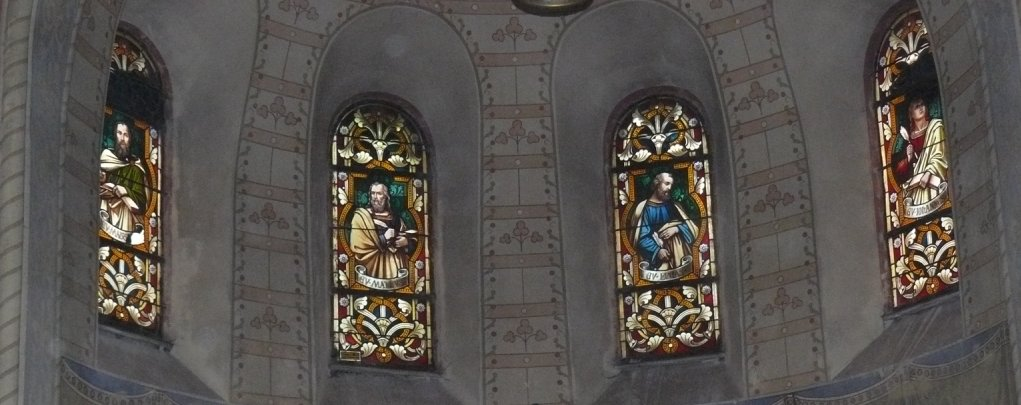
Vitráž s vyobrazením apoštolů
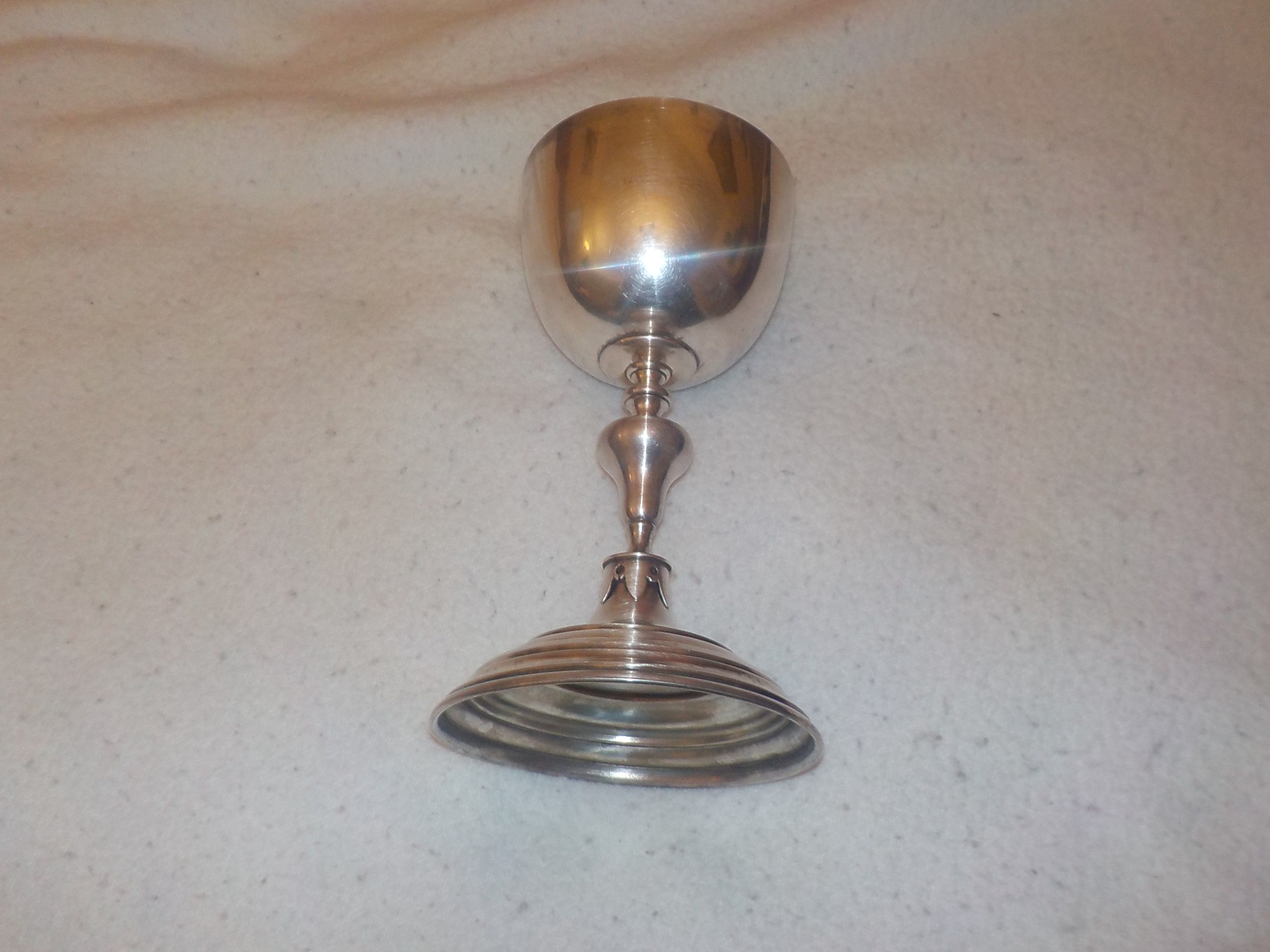
Kalich ke slavení památky Páně
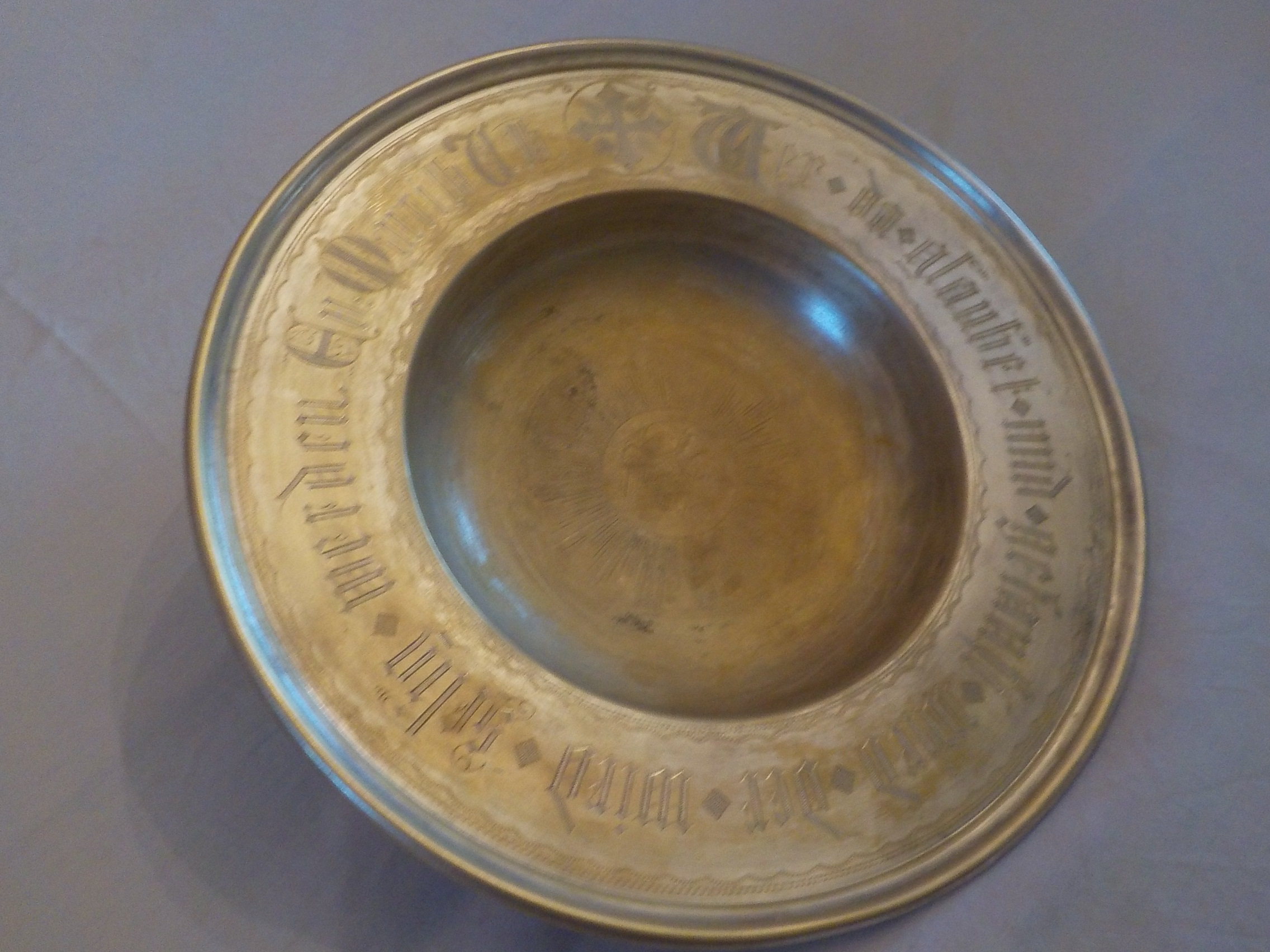
Křestní mísa darovaná Spolkem žen a dívek z Horní Lužice
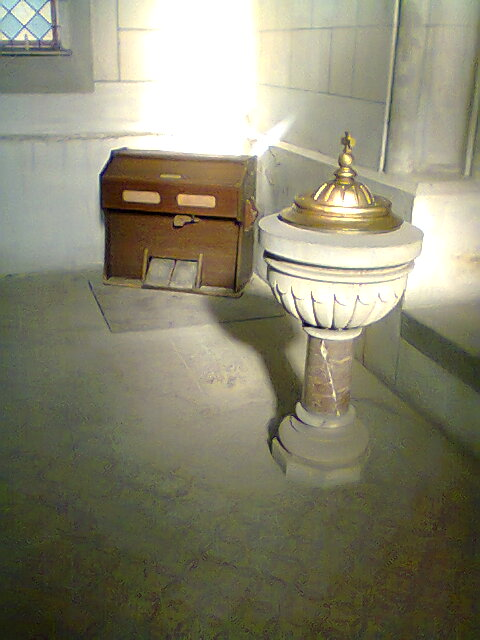
Křtitelnice
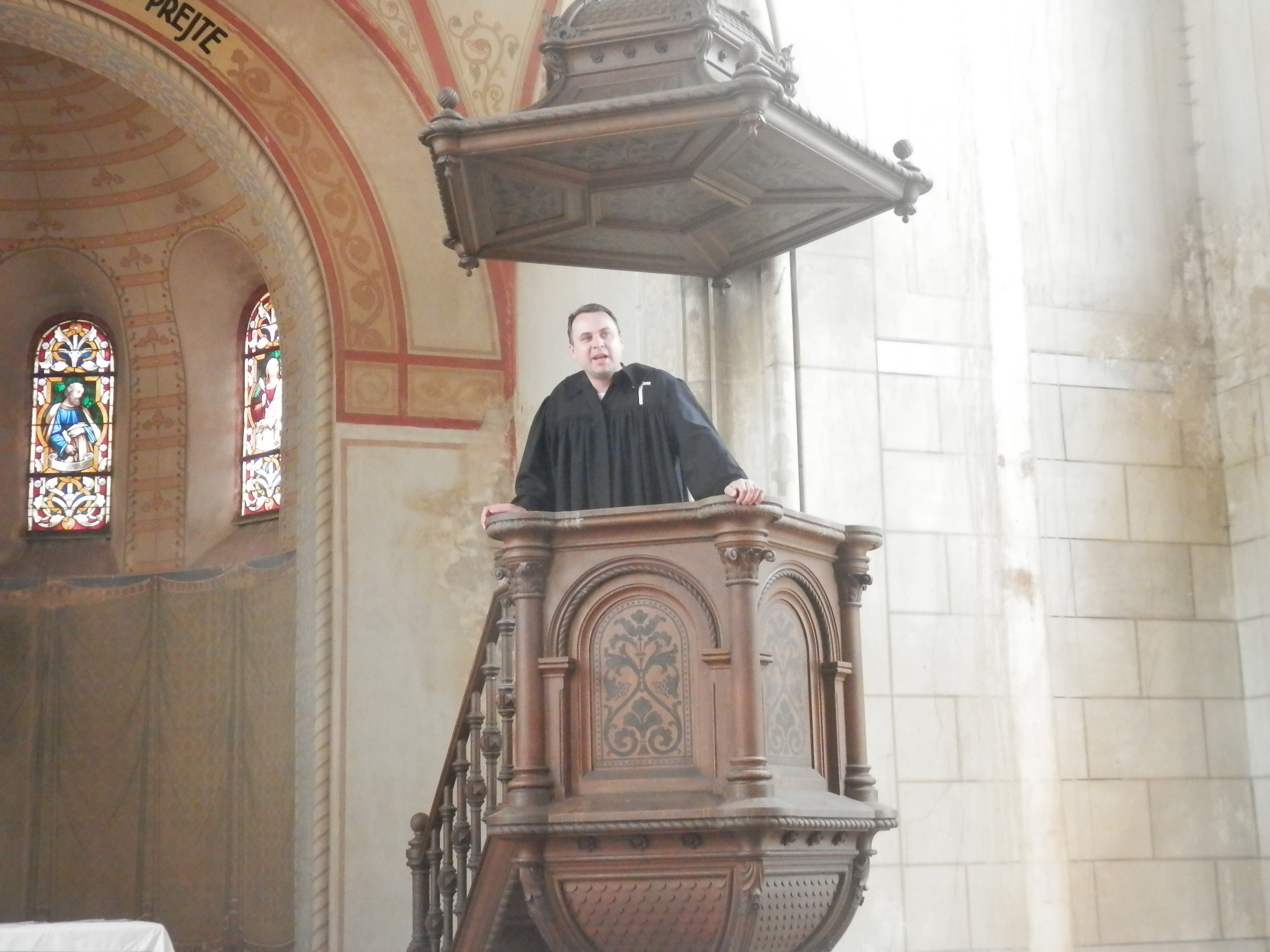
Kazatelna
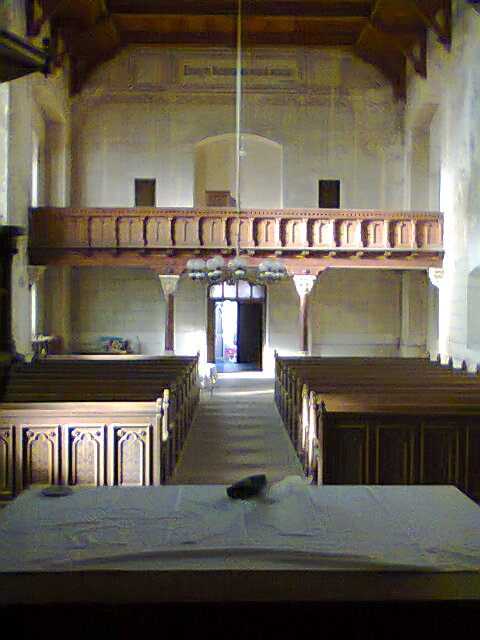
Kůr
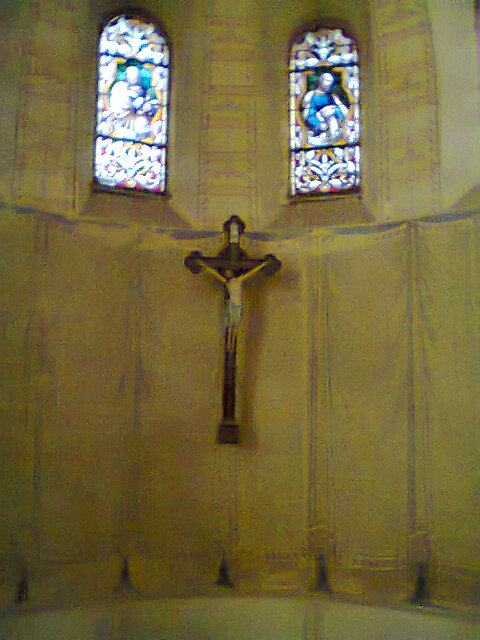
Krucifix
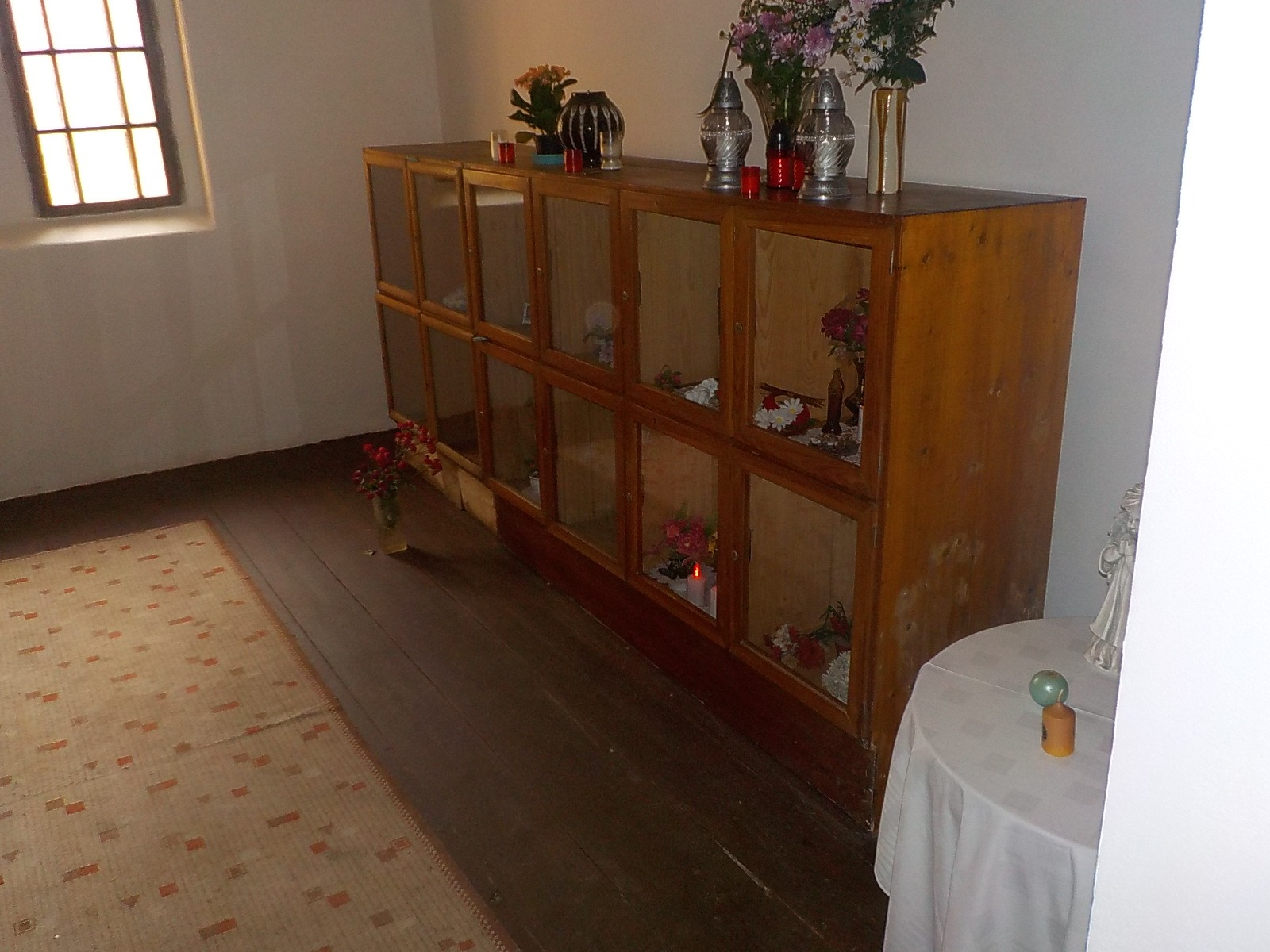
Kolumbarium
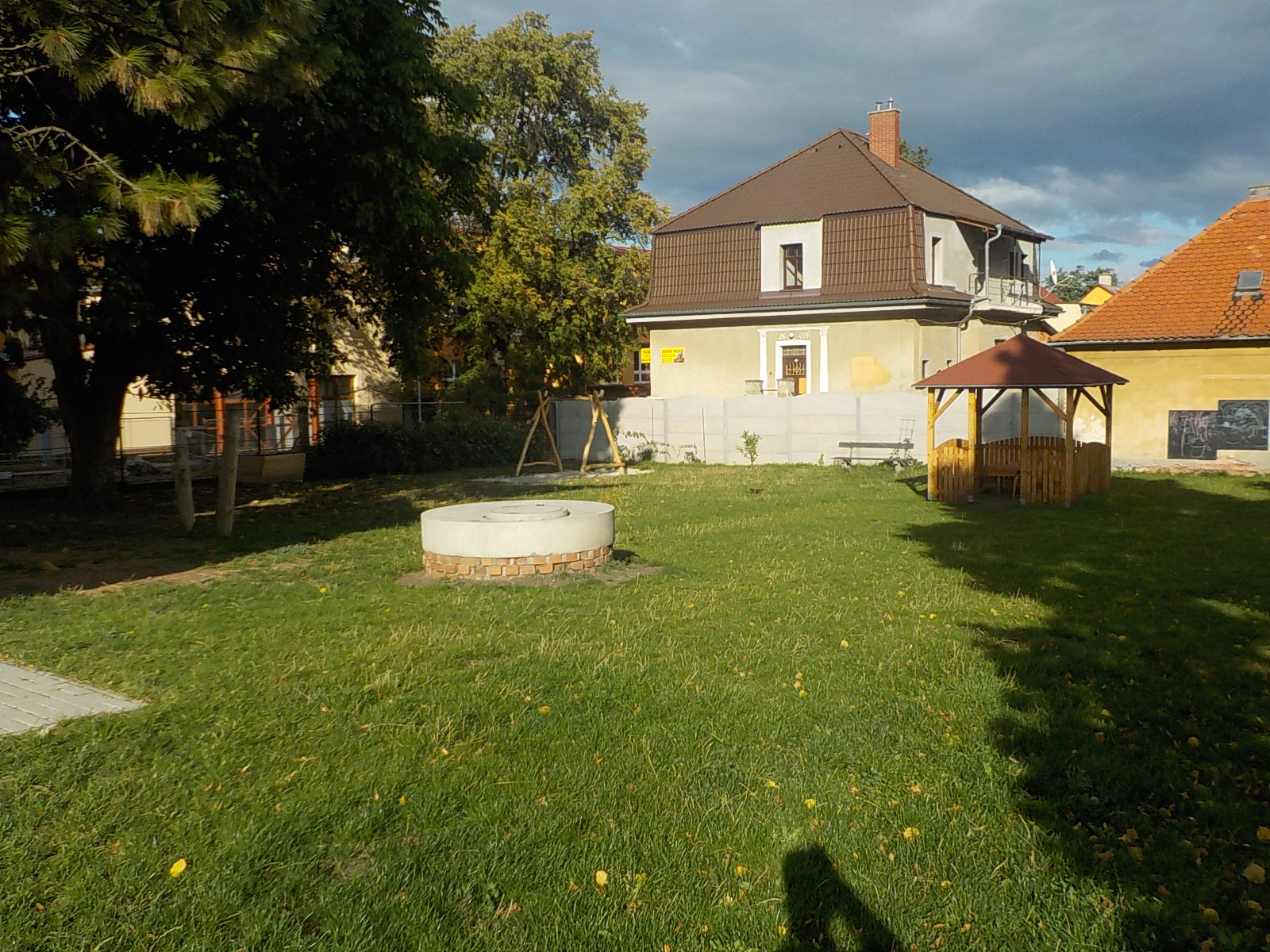
Meditační zahrada u kostela
Obraz Ježíš a jehňátko (akryl na plátně, autor neznámý)
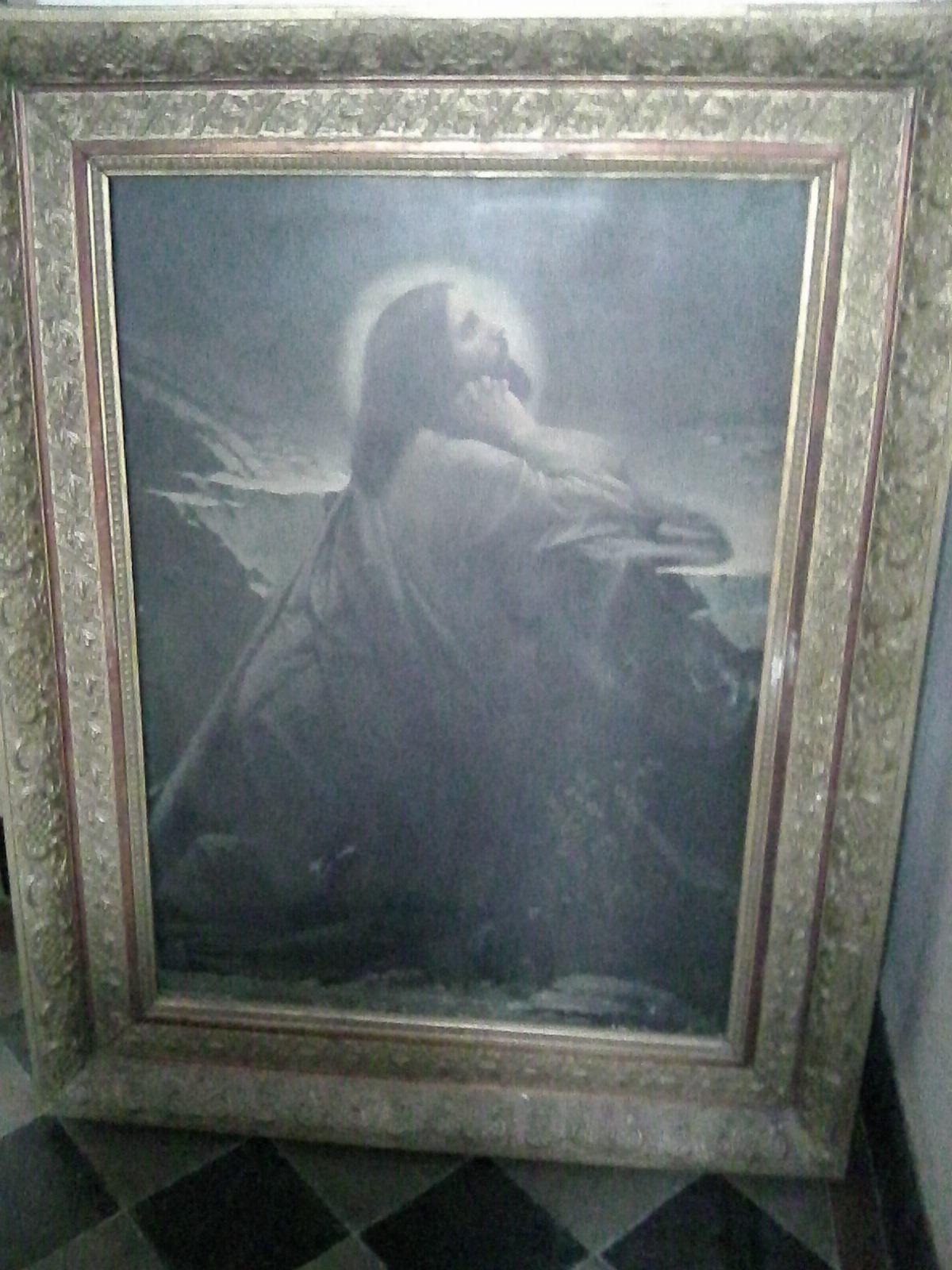
Obraz Modlící se Ježíš (darováno z Cítolib)
- Reportáž regionální OK TV - Noc kostelů 2019